# Административнопроцесуален кодекс
Административнопроцесуалният кодекс (АПК) е кодекс на административнопроцесуалното право приет през 2006 година, първата кодификация в историята на българското право на тази правна материя.